# Ломм (кантон)

Ломм (фр. Lomme) — упраздненный кантон во Франции, регион Нор — Па-де-Кале, департамент Нор. Входил в состав округа Лилль.
В состав кантона входили коммуны (население по данным Национального института статистики за 2011 г.):
- Алленн-ле-Обурден (4 009 чел.)
- Бокам-Линьи (883 чел.)
- Ле-Мениль (618 чел.)
- Ломм (27 087 чел.)
- Раденгем-ан-Вепп (1 358 чел.)
- Секеден (4 356 чел.)
- Энгло (562 чел.)
- Эннтьер-ан-Вепп (1 240 чел.)
- Эркенгем-ле-Сек (538 чел.)
- Эскобек (304 чел.)

## Экономика
Структура занятости населения (без учета коммуны Ломм):
- сельское хозяйство — 2,1 %
- промышленность — 11,7 %
- строительство — 6,1 %
- торговля, транспорт и сфера услуг — 59,2 %
- государственные и муниципальные службы — 21,0 %

Уровень безработицы (2011) - 7,0 % (Франция в целом - 12,8 %, департамент Нор - 16,3 %). 

Среднегодовой доход на 1 человека, евро (2011) - 34 648 (Франция в целом - 25 140, департамент Нор - 22 405).

## Политика
Жители кантона в целом придерживались левых взглядов. На президентских выборах 2012 г. они отдали в 1-м туре Франсуа Олланду 28,7 % голосов против 27,1 % у Николя Саркози и 16,5 % у Марин Ле Пен, во 2-м туре в кантоне победил Олланд, получивший 51,9 % голосов (2007 г. 1 тур: Саркози - 31,7 %, Сеголен Руаяль - 26,8 %; 2 тур: Саркози - 52,3 %). На выборах в Национальное собрание в 2012 г. по 11-му избирательному округу департамента Нор жители кантона поддержали действующего депутата, мэра-делегата коммуны Ломм, кандидата социалистов Ива Дюрана, набравшего 39,0 % голосов в 1-м туре и 55,1 % - во 2-м туре. (2007 г. Ив Дюран (СП): 1-й тур: - 41,5 %, 2-й тур - 56,2 %). На региональных выборах 2010 года в 1-м туре список социалистов победил, собрав 28,7 % голосов против 23,1 % у занявшего 2-е место списка «правых» во главе с СНД. Во 2-м туре единый «левый список» с участием социалистов, коммунистов и «зелёных» во главе с Президентом регионального совета Нор-Па-де-Кале Даниэлем Першероном получил 51,7 % голосов, «правый» список во главе с сенатором Валери Летар занял второе место с 31,3 %, а Национальный фронт Марин Ле Пен с 17,0 % финишировал третьим.
|  | Кандидат       | Партия                    | % голосов |
|  | -------------- | ------------------------- | --------- |
|  | Роже Вико      | Социалистическая партия   | 58,88     |
|  | Камиль Алапини | Союз за народное движение | 41,12     |